# Gothia Cup
Gothia Cup, The World Youth Cup (engelska: världsungdomscupen), är en årligen återkommande ungdomsturnering i fotboll som genomförs i Göteborg med omnejd under en vecka i juli. Sett till antalet deltagare är Gothia Cup världens största fotbollsturnering för unga och ett av världens största evenemang alla kategorier. Varje år kommer cirka 50000 personer från ett 80-tal länder för att delta i turneringen. Under åren har 1,2 miljoner ungdomar från 149 länder deltagit.

## Historia

### 1970-talet
Första turneringen arrangerades 1975. Arrangörsklubbarna var GAIS och BK Häcken. Tidningen Arbetet var medarrangör. Redan första året deltog 275 lag från 5 nationer (de nordiska länderna samt Tyskland).
En stor inspirationskälla var Partille Cup som några år tidigare startat sin handbollsturnering.
Ansvariga under de första åren var en trojka från de bägge klubbarna bestående av Kjell Uppling, Lars-Åke Tingvall och Sven Ivarsson. Den sistnämnde blev 1978 den förste heltidsanställde tjänstemannen.
Namnet kommer från det gamla latinska namnet på området idag motsvarande Götaland - Gothia. Folket kallades härav för gother eller i försvenskan form götar.

### 1980-talet
Såväl GAIS som Tidningen Arbetet hoppade 1981 av samarbetet och kvar sedan dess står BK Häcken som ensam ägare och arrangör. Samtidigt förändrades organisationen och Dennis Andersson anställdes som ansvarig för turneringen, en roll han än idag har kvar.
Målsättningen att ”skapa en mötesplats för världens ungdomar” blev tydligare. Turneringens slogan blev ”Unite the World”. Under detta årtionde fördubblades också Gothia Cup såväl i antalet nationer som i antalet lag. Från 18 till 40 nationer och från 400 till 800 lag.
Publikintresset växte också lavinartat. I takt med att antalet internationella lag blev allt fler höjdes kvalitén på turneringen och många pratade om att Gothia Cup nu var ”Lilla VM”. Klubbar som satte sin prägel under denna period var Ysfon Stars, Nigeria, Ayr United, Skottland och Voluntas, Italien. Antalet flicklag fortsatte att växa och det fanns hela fem klasser för flickor. Lagen från Taiwan dominerade stort under många år.
1984 debuterade Academia Tahuichi från Bolivia. Laget spelar en fotboll som vi aldrig sett tidigare på våra breddgrader och publikintresset var enormt. Intresset var till slut så stort att Tahuichis avslutande matcher måste spelas på Gamla Ullevi arena. Under den kommande tioårsperioden abonnerade Tahuichi i det närmaste på segern i klassen för 16-åringar. År 1989 mötte man Hajduk Split från Jugoslavien i finalen på Nya Ullevi och slog då alla tiders publikrekord. 18570 åskådare är kanske också svenskt rekord för ungdomsfotboll.

### 1990-talet
Intresset för Gothia Cup fortsatte att växa. Antalet lag ökade med 30 % men framförallt växte turneringen internationellt. Mot slutet av 1990-talet deltog runt 60 nationer och fler än hälften av alla matcher spelades mellan lag från olika länder. 1995 nådde turneringen för första gången över 1000 lag. För att klara av arrangemanget spelade och bodde lagen även i kranskommunerna Partille och Mölndal.
Gothia Cup förändrades under de här åren från en turnering där flertalet matcher spelades på grus till att bli en turnering där i princip alla matcher spelades på gräs. Det nya spelcentrat Kviberg invigdes 1994 och kom att från början rymma 20 planer. Successivt byggdes allt fler planer i området som färdigbyggt kunde rymma över 30 planer. Detta var en nödvändighet för Gothia Cups expansion.
Bolivianska Tahuichi fortsatte att vara stora publikfavoriter men fick också konkurrens från ett antal färgstarka lag från Nigeria.

### 2000-talet
Antalet lag ökade med 22 % och antalet nationer med 18 %. Gothia Heden Center invigdes och lockade under en vecka över 300 000 besökare. Kungsbacka blev 2003 den fjärde kommunen i raden av arrangörskommuner. Antalet gäster till Göteborg i samband med Gothia Cup översteg 50 000 och Gothia Cup fick utmärkelsen Sveriges viktigaste evenemang. Gothia Cup Hall of Fame introducerades 2007, samma år som publiken på invigningen för första gången översteg 40 000. Antalet konstgräsplaner ökade för varje år.
Största medieuppbådet genom tiderna uppstod när Englands förbundskapten Sven-Göran Eriksson deltog tillsammans med The Peace Team bestående av en mix av spelare från Israel och de palestinska områdena.
SKF blev official sponsor 2006 och året därefter startade turneringar upp runt om i de fattigare delarna av världen under namnet Meet The World.
FIFA gav Gothia Cup tillstånd att använda epitetet The World Youth Cup. Detta kom som senare också att registreras in i varumärket.
2009 flyttade finalerna tillbaka till den nybyggda arenan Gamla Ullevi efter över 20 år på den stora arenan Nya Ullevi.

### 2010-talet
Gothia Cup fortsatte att växa men i en takt som var anpassad till de förutsättningar för inkvartering och spelplaner som fanns. Över 50 % av alla lag var från utlandet och antalet nationer översteg 80. Alingsås blir 2018 den femte Gothia Cup-kommunen.
En elitklass för pojkar 17 år infördes i samarbete med Svensk Elitfotboll, det är en inbjudningsturnering som innehåller de 12 bästa svenska lagen samt 12 särskilt inbjudna utländska lag. 2014 infördes motsvarande klass även för flickor i samarbete med Elitfotboll Dam.
Kim Källström Trophy introducerades 2011, en särskild klass för spelare med intellektuell funktionsnedsättning. 2018 bytte klassen namn till Gothia Special Olympics Trophy. Lag från ett 25-tal länder deltar.
Under denna period skedde en enorm teknisk utveckling, främst vad gäller sättet att rapportera och sända matcherna samt kommunicera med gästerna.
Gothia Arena (sedermera SKF Arena) invigdes 2013 och innebar ett markant publikuppsving. Arenan rymmer 9 000 åskådare och var vid flera tillfällen helt fullsatt. Inte minst var det matcherna i elitklassen B17 som drog folk. 2015 kunde den miljonte spelaren välkomnas – Trinity Cooper från Oakland, USA. 2017 översteg publiken på invigningen för första gången 50 000. 2019 slogs det publikrekord på SKF Arena med cirka 40 000 åskådare per dag.
Kampanjen Celebrate the Game presenterades för första gången 2016 och ledde direkt till en halvering av antalet röda kort. Återkommande publikfavoriter var klubbar som Right to Dream, Ghana och Tici Taca, Nigeria.

### Områden
Med såväl matcher som boende utspridda över hela Göteborgsområdet präglar cupen hela stadsbilden under den veckan den pågår. Turneringens utveckling har dock gjort att Göteborg blivit för litet. 1986 fick matcher för första gången spelas utanför Göteborg, det blev i Mölndal. Några år senare tillkom Partille och 2003 blev det spel även i Kungsbacka. Invigningen av cupen sker varje år på Ullevi. Finalerna spelas på Gamla Ullevi. Under turneringen brukar även en A-lagsmatch spelas på Ullevi. Bästa klubb i turneringens historia är IF Brommapojkarna som vunnit hela 28 gånger.

### Planerna
Första året som turneringen spelades helt på gräs var 1995. Detta år invigdes också det nya spelcentrumet Kviberg med 20 planer. Idag spelas det matcher även på konstgräs. Av de 110 planer som används är 44 konstgräsplaner (2017).

### Invigningen

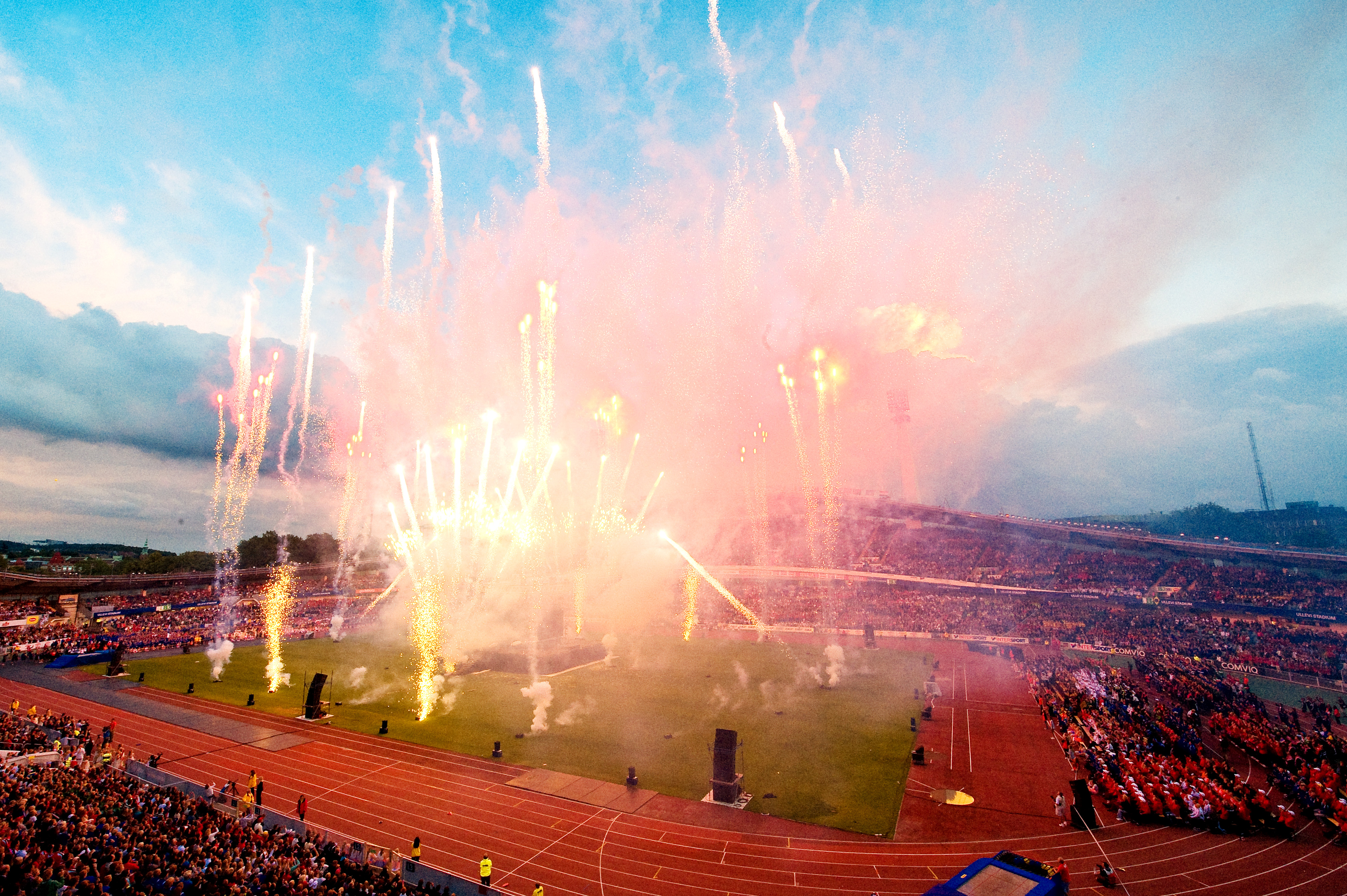
Fyrverkeri vid Gothia Cup-invigningen 2011.

Ända sedan starten 1975 har invigningen varit en central del av turneringen. Första året skedde invigningen på Valhalla IP. Därefter användes Lisebergs Stora Scen mellan åren 1976 till 1983. Åren 1984 till 1986 hölls invigningen på Götaplatsen. Dessa invigningar följde i princip samma mönster med en nationsparad från Heden upp till stadens huvudgata Avenyn fram till aktuell plats. Väl där vidtog en show med främst musik och dans.
Från 1987 flyttades hela arrangemanget till Nya Ullevi. Nationsparaden upphörde och istället valdes en klubb ut att representera sitt land i en inmarsch på arenan. Övriga tog plats på läktarna. Från början användes endast en långsida av arenan. Från och med 1994, när delar av det svenska landslag som tog brons i VM deltog, har hela arenan nyttjats.
Under hela 2010-talet har publiksiffran varit mellan 45 000 – 55 000 varje år.

## Statistik
| År   | Antal lag                                                     | Antal länder                                                  | Antal deltagare                                               | Antal matcher                                                 | Antal planer                                                  |
| ---- | ------------------------------------------------------------- | ------------------------------------------------------------- | ------------------------------------------------------------- | ------------------------------------------------------------- | ------------------------------------------------------------- |
| 1975 | 275                                                           | 5                                                             |                                                               | 700                                                           | 16                                                            |
| 1976 | 320                                                           | 8                                                             |                                                               |                                                               |                                                               |
| 1977 | 350                                                           | 11                                                            |                                                               |                                                               |                                                               |
| 1978 | 400                                                           | 20                                                            |                                                               |                                                               |                                                               |
| 1979 | 425                                                           | 20                                                            | 8000                                                          |                                                               |                                                               |
| 1980 | 390                                                           | 18                                                            |                                                               |                                                               |                                                               |
| 1981 | 360                                                           | 17                                                            |                                                               |                                                               |                                                               |
| 1982 | 265                                                           | 18                                                            |                                                               |                                                               |                                                               |
| 1983 | 400                                                           | 22                                                            | 11000                                                         |                                                               |                                                               |
| 1984 | 440                                                           | 30                                                            |                                                               |                                                               |                                                               |
| 1985 | 502                                                           | 29                                                            |                                                               |                                                               |                                                               |
| 1986 | 550                                                           | 31                                                            | 15000                                                         |                                                               |                                                               |
| 1987 | 740                                                           | 38                                                            |                                                               |                                                               |                                                               |
| 1988 | 754                                                           | 33                                                            |                                                               |                                                               |                                                               |
| 1989 | 810                                                           | 38                                                            |                                                               |                                                               |                                                               |
| 1990 | 940                                                           | 42                                                            |                                                               |                                                               |                                                               |
| 1991 | 912                                                           | 39                                                            |                                                               |                                                               |                                                               |
| 1992 | 745                                                           | 41                                                            |                                                               |                                                               |                                                               |
| 1993 | 810                                                           | 44                                                            |                                                               |                                                               |                                                               |
| 1994 | 917                                                           | 47                                                            |                                                               |                                                               |                                                               |
| 1995 | 1094                                                          | 48                                                            |                                                               |                                                               |                                                               |
| 1996 | 1133                                                          | 46                                                            |                                                               |                                                               |                                                               |
| 1997 | 1158                                                          | 52                                                            |                                                               |                                                               |                                                               |
| 1998 | 1124                                                          | 56                                                            |                                                               |                                                               |                                                               |
| 1999 | 1186                                                          | 58                                                            |                                                               |                                                               |                                                               |
| 2000 | 1173                                                          | 48                                                            |                                                               |                                                               |                                                               |
| 2001 | 1184                                                          | 60                                                            |                                                               | 3140                                                          | 64                                                            |
| 2002 | 1217                                                          | 51                                                            |                                                               |                                                               |                                                               |
| 2003 | 1319                                                          | 46                                                            |                                                               |                                                               |                                                               |
| 2004 | 1476                                                          | 57                                                            |                                                               |                                                               |                                                               |
| 2005 | 1446                                                          | 54                                                            |                                                               |                                                               |                                                               |
| 2006 | 1459                                                          | 62                                                            |                                                               | 4500                                                          |                                                               |
| 2007 | 1551                                                          | 59                                                            | 33346                                                         | 4320                                                          | 91                                                            |
| 2008 | 1571                                                          | 61                                                            | 34400                                                         | 4520                                                          | 99                                                            |
| 2009 | 1505                                                          | 58                                                            | 34200                                                         | 4521                                                          | 110                                                           |
| 2010 | 1567                                                          | 65                                                            | 35200                                                         | 4520                                                          | 110                                                           |
| 2011 | 1570                                                          | 70                                                            | 35400                                                         | 4520                                                          | 110                                                           |
| 2012 | 1615                                                          | 78                                                            | 36100                                                         | 4580                                                          | 110                                                           |
| 2014 | 1650                                                          | 73                                                            | 37400                                                         | 4142                                                          | 100                                                           |
| 2015 | 1754                                                          | 74                                                            | 39640                                                         | 4425                                                          | 110                                                           |
| 2016 | 1661                                                          | 80                                                            | 37538                                                         | 4170                                                          | 110                                                           |
| 2017 | 1730                                                          | 82                                                            | 39098                                                         | 4349                                                          | 110                                                           |
| 2018 | 1731                                                          | 78                                                            |                                                               | 4424                                                          |                                                               |
| 2019 | 1696                                                          | 78                                                            | 36212                                                         | 4356                                                          | 104                                                           |
| 2020 | Inställd på grund av Coronavirusutbrottet 2020–2021 i Sverige | Inställd på grund av Coronavirusutbrottet 2020–2021 i Sverige | Inställd på grund av Coronavirusutbrottet 2020–2021 i Sverige | Inställd på grund av Coronavirusutbrottet 2020–2021 i Sverige | Inställd på grund av Coronavirusutbrottet 2020–2021 i Sverige |

### Flest segrar

#### Klubbar
Klubbar med fem eller fler vinster.
- 1 IF Brommapojkarna - 28
- 2 AIK - 13
- 3  Tahuichi - 10
- 4  GAIS - 10
- 5  Hammarby IF - 10
- 6  Pequeninos de Jockey - 9
- 7  BK Häcken - 9
- 8 AD Cantolao - 7
- 9  Västra Frölunda IF - 6
- 9  IF Elfsborg - 6
- 9  Hutchison Vale - 6
- 9  Kampala Kids League - 6
- 9  US Voluntas - 6
- 10  Främmestad - 5
- 10  CD San Gabriel - 5
- 10  Dallas Texans - 5

#### Nationer
Nationer med tio eller fler vinster.
- 1  Sverige - 216
- 2  USA - 31
- 3  Tyskland - 24
- 4  Taiwan - 19
- 5  Skottland - 18
- 6  Brasilien - 14
- 7  Mexico - 13
- 8  Frankrike - 13
- 9  Finland - 11
- 10  Italien - 11[15]
- 11  Bolivia - 10
- 12  Spanien - 10

## Finalresultat

### 2013[16]

#### G12
|  | 19 juli 2013 | AIK FF                                                        | 6 – 0           | BOO FF | SKF Arena |          |
|  |              | Nr. 6 11′ Nr. 16 26′ Nr.6 32′ Nr. 16 39′ Nr. 16 41′ Nr. 9 42′ | (1 – 0) Rapport |        | Göteborg  | Göteborg |
|  |              |                                                               |                 |        | Göteborg  | Göteborg |
|  |              |                                                               |                 |        | Göteborg  | Göteborg |

G13
- G13  IF Brommapojkarna–Boo FF  2–0
- G14  AIK FF–Benson Soccer  2–0
- G15  Kvarnsvedens IK–Boo FF  2–1
- G17  Dakota Rev Rampage–LB07  2–0
- G19  Vancouver Whitecaps–Hovås-Billdal IF  2–0
- B11  SKF Latvia SK Supernova–Hammarby IF  6–4
- B12  KF Gjakova–Halmstads BK  8–2
- B13  IFK Stocksund–CEF 18 Tucuman  1–0
- B14  NK KRŠKO–ASIOP Apacint  4–3 (str.)
- B15  Club América–J-L Juniors  6–1
- B16  Kampala Junior Team–Consadola Sapporo  3–2
- B17  Everton FC–IF Brommapojkarna  3–0
- B18  Kampala Junior Team–GAIS  5–2 (str.)

### 2014
| B18  | BK Häcken, SWE           | - | Lärje Angered IF, SWE       | 6-4 p |
| B17E | Right to Dream, GHA      | - | Mjällby AIF, SWE            | 7-6 p |
| B16  | Onsala BK, SWE           | - | HK, ISL                     | 6-5 p |
| B15  | J-L Juniors, JPN         | - | TSV Havelse, GER            | 7-5 p |
| B14  | IF Brommapojkarna, SWE   | - | U.S.M Senlis, FRA           | 6-1   |
| B13  | Accademia I.C., ITA      | - | Kopron Football Team, ITA   | 2-0   |
| B12  | IFK Stocksund, SWE       | - | Florø SK, NOR               | 6-3 p |
| B11  | TJK Legion Tallinn, EST  | - | Råslätts SK, SWE            | 4-2   |
| G19  | Jitex BK, SWE            | - | IK Grand Bodø, NOR          | 2-0   |
| G17E | Paris Saint-Germain, FRA |   | CD San Gabriel, ESP         | 7-6 p |
| G17  | Vaksala SK, SWE          | - | Göteborgs DFF, SWE          | 2-1   |
| G15  | LB07, SWE                | - | Eskilstuna United DFF, SWE  | 3-2   |
| G14  | AIK FF, SWE              | - | KFV Segeberg, GER           | 2-0   |
| G13  | AIK FF, SWE              | - | Greve Fodbold, DEN          | 1-0   |
| G12  | AIK FF, SWE              | - | JSSL Arsenal Singapore, SIN | 8-1   |

### 2015
| B18  | BK Häcken, SWE             | - | Torslanda IK, SWE          | 1-0   |
| B17E | Right to Dream, GHA        | - | Kalmar FF, SWE             | 2-1   |
| B16  | Tokyo Verdy, JPN           | - | IF FF Hammarby, SWE        | 4-1   |
| B15  | CD Inter Vista Alegre, SPA | - | ACBB Paris, FRA            | 4-3 p |
| B14  | Dallas Texans, USA         | - | Angered FC, SWE            | 3-0   |
| B13  | Malmö FF, SWE              | - | IF Brommapojkarna, SWE     | 3-1   |
| B12  | Lizzy Football Club, GHA   | - | Hammarby IF, SWE           | 6-3   |
| B11  | IF FF Hammarby, SWE        | - | Efthymiades FA, CYP        | 4-3   |
| G18  | LSK Kvinner FK, NOR        | - | Klepp IL, NOR              | 6-5 p |
| G17E | FC Rosengård, SWE          | - | Eskilstuna United DFF, SWE | 5-0   |
| G16  | LB07, SWE                  | - | BK Höllviken, SWE          | 4-3 p |
| G15  | IFK Västerås FK, SWE       | - | Tölö IF, SWE               | 3-0   |
| G14  | KFV Segeberg, GER          | - | IF Brommapojkarna, SWE     | 4-0   |
| G13  | JyPK 02 United, FIN        | - | AIK FF, SWE                | 3-2 p |
| G12  | Hainan Qiongzhong, CHI     | - | AIK FF, SWE                | 4-3 p |

### 2016
| B18  | BK Häcken, SWE                  | - | JFV Hanse Lübeck, GER         | 5-0   |
| B17E | IF Elfsborg, SWE                | - | Helsingborgs IF, SWE          | 1-0   |
| B16  | Las Vegas Sports Academy, USA   | - | ED Moratalaz, ESP             | 2-1   |
| B15  | ASIOP Apacinti, IDN             | - | IF Elfsborg, SWE              | 3-1   |
| B14  | U.S.M Senlis, FRA               | - | Jordan Knights FA, JOR        | 5-4 p |
| B13  | CA Intercups, MEX               | - | Topskor Indonesia, IDN        | 1-0   |
| B12  | Pumas Oro, Monterrey, MEX       | - | Azzurri, ITA                  | 3-2 p |
| B11  | Lizzy Football Club, GHA        | - | KFV Segeberg, GER             | 5-3   |
| G18  | LB07, SWE                       | - | IK Zenith, SWE                | 5-0   |
| G17E | QBIK, SWE                       | - | Eskilstuna United DFF, SWE    | 4-3 p |
| G16  | Holmalunds IF, SWE              | - | Scandic United SA, USA        | 3-0   |
| G15  | ASD Femminile Inter Milano, ITA | - | SK Haugar, NOR                | 1-0   |
| G14  | AIK FF, SWE                     | - | The Calgary Foothills SC, CAN | 4-1   |
| G13  | KFV Segeberg, GER               | - | Huddinge IF, SWE              | 4-3   |
| G12  | Saltsjö-Boo IF, SWE             | - | KFV Segeberg, GER             | 4-2   |

### 2017
- G11  KFV Segeberg–Saltsjöbadens IF  5–0
- G12  Boo IS IF–Brommapojkarna  9–1
- G13  KFV Segeberg–Marin FC  4–1 (str.)
- G14  AIK FF–Hammarby IF FF  5–4 (str.)
- G15  Team Odense Q–FC Djursholm  1–0
- G16  Borgeby FK–Gasteizko Neskak  3–2
- G17E  NorCal PDP–IF Limhamn/Bunkeflo  3–0
- G18  Lyn Fotball–Eskilsminne IF  6–5 (str.)
- B11  IF Brommapojkarna–Antony Sport Fotball  11–3
- B12  Lizzy Football Club–SC Nienstedten  3–1
- B13  Antiguoko–Coerver Coaching  1–0
- B14  Pequeninos do Jockey–Lizzy Football Club  2–0
- B15  AC Ajaccio–CO Vincennes  1–0
- B16  Cap Jeune 31–Västra Frölunda IF  1–0
- B17E  Right to Dream–TikiTaka Academy  1–0
- B18  Entente Sannois Saint Gratien–Örgryte IS  3–1 (str.)

### 2018
- G12  KFV Segeberg–AIK FF  5–4[18]
- G13  Nacka FC–Hamburger SV  1–0[19]
- G14  Nacka FC–San Francisco Aftershocks  5–1[20]
- G15  Hammarby IF FF–Lerums IS  6–5 (str.)[21]
- G16  Tiller 1–Valur  4–1[22]
- G17  Tokyo Verdy–NorCal Premier PDP  3–1[23]
- G18  Kungsbacka DFF–FC Djursholm  3–2 (str.)[24]
- B12  Lizzy FC–Mountain FC 1  3–0[25]
- B13  IF Brommapojkarna–Dallas Texans  2–1[26]
- B14  Lizzy FC–SKF Bulgaria  4–0[27]
- B15  AP Top 54–Stjarnan 1  2–1[28]
- B16  Ryerson SC West–Playr Academy  3–2[29]
- B17  Right to Dream–IFK Göteborg  2–0[30]
- B18  Örgryte IS–Västra Frölunda IF  1–0[31]

### 2019
| B18              | Greengen FC, GHA           | - | Kharis Sports Academy, GHA     | 0-1          |
| B17E             | TikiTaka Academy, NIG      | - | Right to Dream, GHA            | 3-4 straffar |
| B16              | SKF Latvia, LAT            | - | ED Moratalaz, ESP              | 0-2          |
| B15              | Stjarnan, ICE              | - | IFK Haninge, SWE               | 3-0          |
| SEF Trophy (B15) | BK Häcken, SWE             | - | IF Brommapojkarna, SWE         | 0-3          |
| B14              | CD Inter Vista Alegre, ESP | - | IF Brommapojkarna, SWE         | 0-3          |
| B13              | IF Brommapojkarna, SWE     | - | IF Brommapojkarna, SWE         | 0-5          |
| B12              | Ordin FC, BRA              | - | FC Saint Cloud, FRA            | 4-0          |
| G18              | Göteborgs DFF, SWE         | - | Vålerenga Fotball, NOR         | 2-0          |
| G17E             | NorCal PDP, USA            | - | Minnesota Thunder Academy, USA | 0-4          |
| G16              | Lerums IS, SWE             | - | Viborg Q, DEN                  | 2-0          |
| G15              | Boo FF, SWE                | - | Team Odense Q, DEN             | 0-4          |
| G14              | KFV Segeberg, GER          | - | Södra Sandby IF, SWE           | 0-2          |
| G13              | NCE, USA                   | - | SKF Canada, CAN                | 7-0          |
| G12              | KFV Segeberg, GER          | - | FC Djursholm, SWE              | 2-0          |